# 폴라 (영화)
폴라(Polar)는 독일에서 제작된 조나스 애커룬드 감독의 2019년 액션, 범죄 영화이다. 매즈 미켈슨 등이 주연으로 출연하였다.

## 출연

### 주연
- 매즈 미켈슨
- 바네사 허진스
- 캐서린 윈닉
- 맷 루카스

### 조연
- 루비 O. 피
- 로버트 메일렛